# Suchoj S-70 Ochotnik
Suchoj S-70 Ochotnik je ruské těžké taktické útočné a průzkumné bezpilotní letadlo vyvinuté společností Suchoj (součást Sjednocené letecké korporace) v rámci programu URBK (útočný-průzkumný bezpilotní komplex). Sloužit má k průzkumu, ničení pozemních a vzdušných cílů, přičemž plánováno je i jeho využití jako robotického „wingmana“ (anglicky loyal wingman) spolupracujícího s bojovými letouny Suchoj Su-57.

## Historie

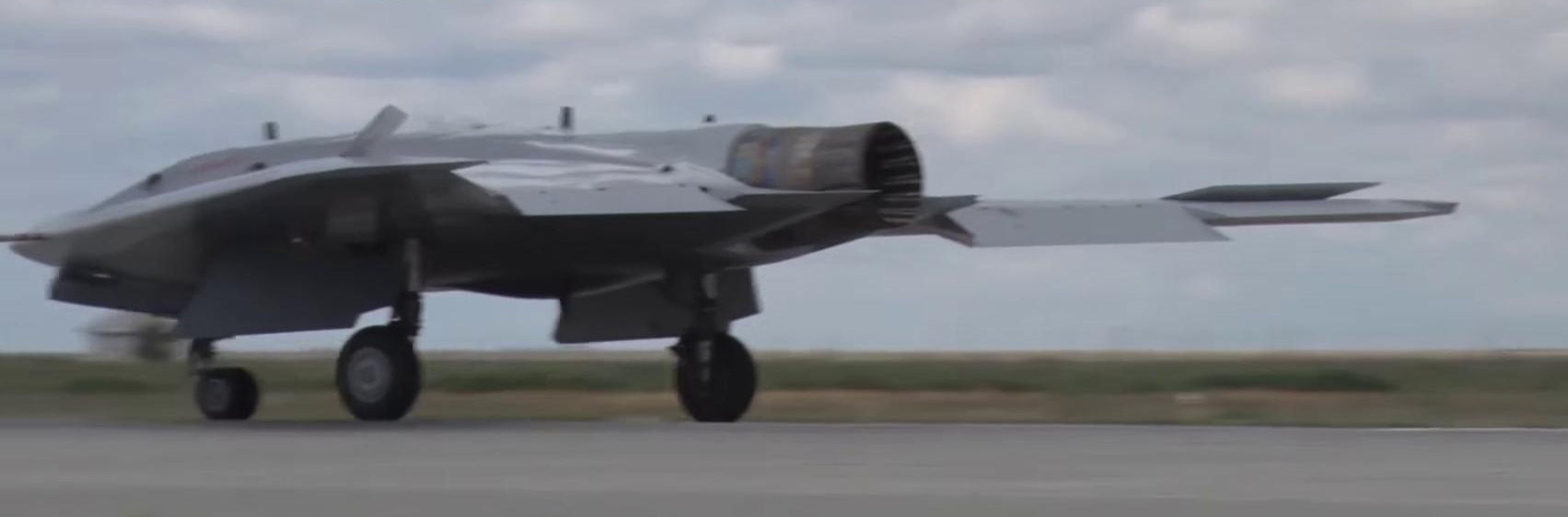
S-70B-1

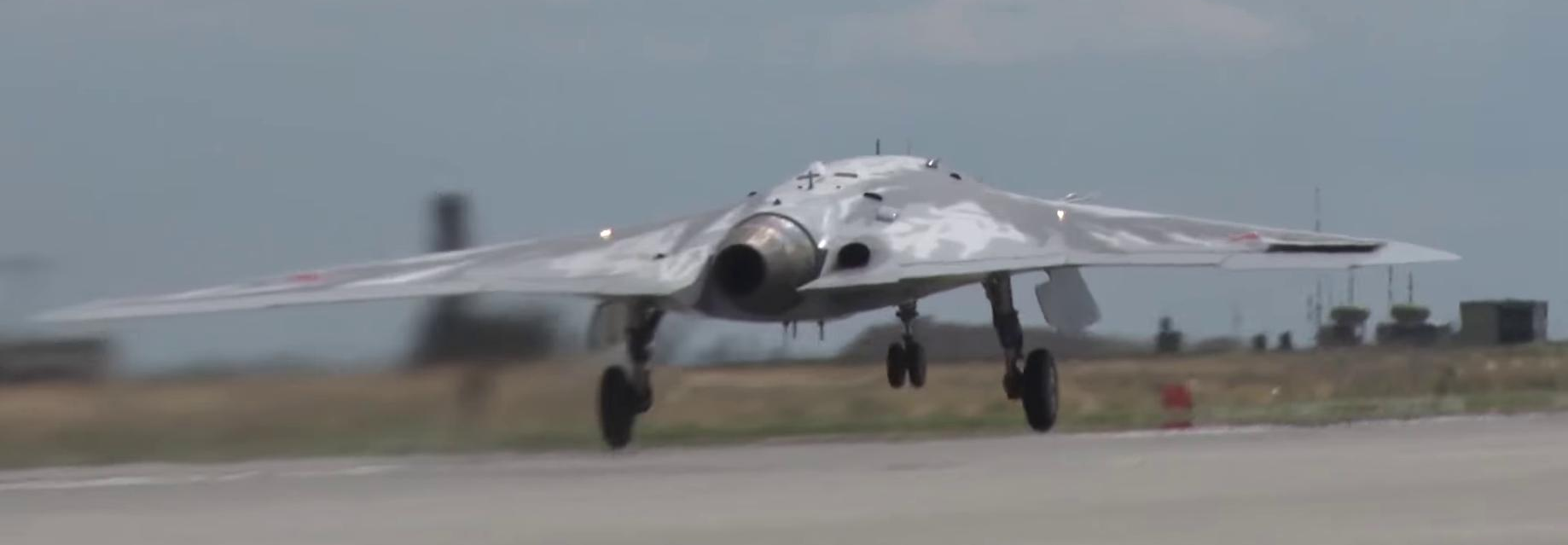
S-70B-1 během startu

Vývojem dronu byla roku 2011 pověřená společnost Suchoj. Roku 2012 byla do vývoje zapojena i letecká korporace MiG, která měla na rozdíl od Suchoje zkušenosti s vývojem bezpilotních letounů (od roku 2005 vyvíjený Mikojan Skat). V konstrukci S-70 byly využity některé prvky paralelně vyvíjeného stíhacího letounu Suchoj Su-57 (podvozek, motor aj.). Při vývoji byl využit i zmenšený letový technologický demonstrátor DPLM a upravený třetí prototyp Su-57 s označením T-50-3LL. Zahájení letových zkoušek S-70 bylo původně plánováno na rok 2016 a přijetí do služby na rok 2020. Roku 2014 byl dokončen prototyp určený pro pozemní zkoušky. První letový prototyp S-70B-1 (rudá 071) byl dokončen roku 2018. Dne 23. listopadu 2018 prototyp zahájil pojížděcí zkoušky. První let absolvoval 3. srpna 2019 na letecké základně Vladimírovka. Dne 27. prosince 2019 byly objednány další tři prototypy (S-70-2, S-70-3 a S-70-4) a tři pozemní řídící stanice. V té době bylo dokončení státních zkoušek plánováno na rok 2025. Konfigurace čtvrtého prototypu se měla blížit sériové podobě letounu. V roce 2021 bylo prototyp S-70B-1 na polygonu Ašuluk poprvé svrhl neřízenou pumu na pozemní terč. Prototyp S-70-2 byl dokončen roku 2021. Od prvního prototypu se mimo jiné liší novým podvozkem a použitím upraveného motoru s plochou „stealth“ tryskou.

## Konstrukce
S-70 je jednomotorové podzvukové bezocasé létající křídlo s poměrně velkým úhlem šípu a zalomenou odtokovou hranou. Je vybaven dvojicí zbraňových šachet. První prototyp pohání jeden dvouproudový motor Saturn Al-41F-1 bez přídavného spalování a vektorování tahu. Další letouny dostaly jeho upravenou verzi označenou Saturn iz.117BD.

## Nasazení
Nejméně jeden prototyp S-70 Rusko, pravděpodobně zkušebně, nasadilo do útoku proti Ukrajině. Nasazení skončilo fiaskem. Dne 5. října 2024 byl čtvrtý prototyp S-70-4 sestřelen řízenou střelou krátkého dosahu, vypuštěnou z ruského stíhacího letounu. V té době se dron pohyboval za ukrajinskými liniemi poblíž Kosťantynivky v Doněcké oblasti. Ohledání vraku ukázalo, že v době sestřelení nesl nejméně jednou okřídlenou klouzavou pumou UMPB D-30SN. Není jasné, proč Rusové svůj vlastní dron sestřelili, pravděpodobně se vymkl kontrole, a proto chtěli zabránit jeho ukořistění Ukrajinou.

## Specifikace

### Hlavní charakteristiky
- Posádka: 0
- Délka: cca 15,1 m
- Rozpětí křídel: cca 19,4 m
- Výška: cca 3,5 m
- Maximální vzletová hmotnost: cca 25 t
- Pohonná jednotka: 1× dvouproudový motor Saturn Al-41F-1

### Výkony
- Nejvyšší rychlost: cca 1 000 km/h

### Výzbroj
- 2× interní zbraňová šachta pro podvěsnou výzbroj o hmotnosti cca 2800 kg